# 晋宁县 (西晋)
晋宁县，中国古县名。
西晋太康元年（280年）改阳安县置，治所在今湖南省资兴市南。属桂阳郡。隋朝开皇九年（589年）并入郴县。